# کاناله داگوردو
کاناله داگوردو (به ایتالیایی: Canale d'Agordo) یک کومونه در ایتالیا است که در استان بلونو واقع شده‌است.

## خصوصیات
کاناله داگوردو ۴۶ کیلومترمربع مساحت و ۱٬۲۳۶ نفر جمعیت دارد و ۹۷۶ متر بالاتر از سطح دریا واقع شده‌است.

## خواهرخوانده
شهرهای Wadowice، Lacenas و Massaranduba, Santa Catarina خواهرخوانده‌های کاناله داگوردو هستند.